# 12275 Marcelgoffin
12275 Marcelgoffin è un asteroide della fascia principale. Scoperto nel 1990, presenta un'orbita caratterizzata da un semiasse maggiore pari a 2,7671334 UA e da un'eccentricità di 0,1516385, inclinata di 10,45996° rispetto all'eclittica.